# Trakeid
Trakeider är vatten- och mineraltransporterande celler i xylemet hos alla kärlväxter utom angiospermer, där de ersatts av kärlceller. De är normalt sett döda och lignifierade och har ofta en tjock sekundärvägg. Särskilt i träd och buskar har de också en mekanisk funktion. Hos barrved kan trakeiderna vara 3–4 mm långa och är tekniskt viktiga som långfiberpappersmassa. Vissa amerikanska barrträd kan ha trakeider som är upp till 8 mm långa. I angiospermer har trakeiderna till stor del ersatts med mer specialiserade fibertyper, som kärlceller och libriformfibrer.
Förekomsten av trakeider är det kännetecken som främst definierar underriket kärlväxter. Växter som inte har trakeider är heller aldrig kärlväxter, med undantag av angiospermer – hit hör till exempel bryofyterna (mossor).